# 椎名市衛
椎名 市衛（しいな かずえ、1953年(昭和28年) 5月17日 - ）は茨城県在住の北辰一刀流の伝道者。北辰一刀流第七代宗家。武号は成胤。直心影流剣術師範。日本伝統文化保存会会長。剣道場床工事「武床工舎」代表。

## 人物
茨城県龍ケ崎市に生まれる。大学卒業後、剣道修業。31歳公立中学の数学教員、52歳退職。同年、道場床工事「武床工舎」を創立。剣道場床工事の専門家として、日本並びに海外にて道場建設を行う。剣道場床工事の専門家。
2013年6月、北辰一刀流宗家継承。世界各地で、剣術等の指導を行う。鷹匠、猛禽類ブリーダー

## 経歴
中学に入り剣道を始める。最初に師事したのは、元陸軍大尉武田治衛教士。後に北辰一刀流第6代師範谷島三郎教士の指導を受ける。剣道は同級生の中で一番下手であったが、恩師の「大器晩成という言葉がある」との励ましで、挫折を乗り越えて今日まで剣の修行をしている。
文武の名門、茨城県立竜ヶ崎第一高等学校に進学し。剣道部主将を務め、インターハイに出場。芝浦工業大学へ進学し、剣道部で佐藤博信（当時警視庁師範、教士七段）範士に出会い、人間的技術的な影響を受け、以後、亡くなるまで42年間師事した。
25歳、全日本中央講習会で小川忠太郎範士と出合い、精神的な影響を受け私淑する。小川範士の主催する人間禅教団宏道会で、禅と短竹刀の修行を始める。
30歳、日本農業実践大学校（現 日本農業実践学園）で直心影流第15世山田次郎吉の継嗣加藤完治の愛弟子、酒井章平から直心影流「法定」の指導を受ける。以後、法定を根幹に剣道を修業。
31歳、突き名手として有名であった皇道義会青木秀男（北辰一刀流）教士に引き合わされ、竹刀作り、振り棒鍛錬法、身体基礎動作、基本打突法等を受ける。
35歳、谷島三郎教士より北辰一刀流「切り返し」の伝授をうける。それを機に、北辰一刀流組太刀「格」の指導が始まる。同年、大祢一郎範士から体当たりを伝授される。恩師達が他界すると、他の武術の名人を研究するようになった。弓道無影心月流第2代鷺野暁に入門したのもこの時期。
53歳で教員を辞職、雑誌剣道日本に連載開始するとともに、国内・外で、武道講習を開始する。
2013年11月、北辰一刀流宗家継承式が行われ、千葉家から、お玉が池「玄武館」に安置してあった妙見大菩薩、相伝の守り刀・桜花妙見丸を受け継いだ。
2017年11月、感じるとこあって剣道七段を返上。全日本剣道連盟から離れる。また、安売りになるということで、技術のビデオ公開はしていない。
現在は自宅道場他で自己修行と門人指導を行っている。
2023年より宗家公認アンバサダーでもある株式会社EMI-TASが主催する「EMI Salon」の講師としても活動中。

## 傘下の道場
総本部道場「尊星閣」（竜ケ崎市）・関東本部道場「北辰館」（神田お玉が池）・関東支部道場「北辰さとみ塾」（北区王子）・北米本部道場「竜ヶ峰道場」（ラスベガス市）・北米支部道場「北辰塾」（フェニックス市）・北米支部道場「飛翔道場」（ロサンゼルス市）

## 著述
- 剣道日本
  - 「剣道界の宝物」
  - 「剣魂の世界」
  - 「目から鱗の基礎固め」
  - 「達人指南」
  - 「仰ぎみる剣の道」
- ラスベガス・ジャパンタイムス
  - 「武士道」（連載中）
- 日本武術武道大事典
  - ｢剣術・剣道」

## 関連人物
- 千葉周作
- 小川忠太郎